# Episodi di Frankie Drake Mysteries (seconda stagione)
La seconda stagione della serie televisiva Frankie Drake Mysteries, composta da 10 episodi, è stata trasmessa in Canada sull'emittente CBC Television dal 24 settembre al 26 novembre 2018.
In Italia, la stagione è andata in onda su Fox Crime dal 28 marzo al 25 aprile 2019. In chiaro, viene trasmessa dal 27 aprile 2020 su Paramount Network.
| nº | Titolo originale                 | Titolo italiano                 | Prima TV Canada   | Prima TV Italia |
| -- | -------------------------------- | ------------------------------- | ----------------- | --------------- |
| 1  | The Old Switcheroo               | Il vecchio trucco dello scambio | 24 settembre 2018 | 28 marzo 2019   |
| 2  | Last Dance                       | Piani d'amore                   | 1º ottobre 2018   | 28 marzo 2019   |
| 3  | Radio Daze                       | Radio Daze                      | 8 ottobre 2018    | 4 aprile 2019   |
| 4  | Emancipation Day                 | La giornata dell'Emancipazione  | 15 ottobre 2018   | 4 aprile 2019   |
| 5  | Dressed to Kill                  | Vestita per uccidere            | 22 ottobre 2018   | 11 aprile 2019  |
| 6  | Extra Innings                    | L'ultima partita                | 29 ottobre 2018   | 11 aprile 2019  |
| 7  | 50 Shades of Greyson             | 50 sfumature di Greyson         | 5 novembre 2018   | 18 aprile 2019  |
| 8  | Diamonds Are a Gal's Best Friend | La svolta del diamante          | 12 novembre 2018  | 18 aprile 2019  |
| 9  | Dealer's Choice                  | Le nove vite dell'orologio      | 19 novembre 2018  | 25 aprile 2019  |
| 10 | Now You See Her                  | Ora la vedi                     | 26 novembre 2018  | 25 aprile 2019  |